# Dionysostheater

Dionysostheater, Plan von Ernst Ziller, 1877

Das Dionysostheater (Neugriechisch: Θέατρο του Διονύσου) war das wichtigste Theater im antiken Griechenland und gilt als Geburtsstätte des Theaters der griechischen Antike und des Dramas überhaupt. Es gilt auch als das erste Theater der Welt. Es liegt am Südhang der Athener Akropolis. Seinen Namen erhielt es nach Dionysos, dem Gott des Weins und der Ekstase. Ihm zu Ehren wurden in Athen alljährlich die Festspiele der Dionysien gefeiert. Dazu gehörten ursprünglich aus kultischen Gesangs-, Tanz- und Opferriten hervorgegangene Theatervorführungen, die im Dionysos-Theater stattfanden. Die berühmten klassischen Tragödien von Aischylos, Sophokles und Euripides hatten ihre Uraufführung bei den Dionysien.

## Geschichte

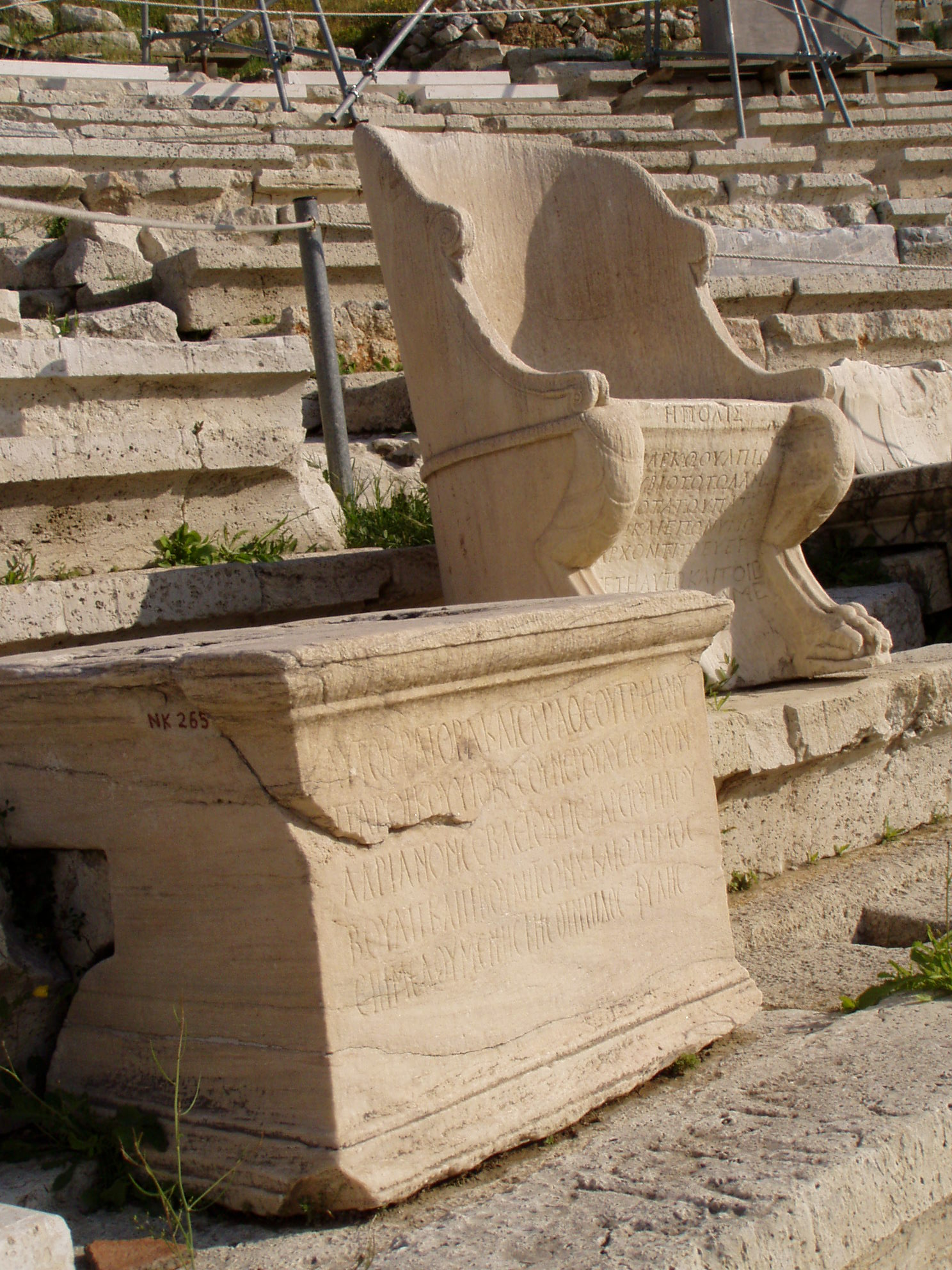
Ehrensitze im Theater

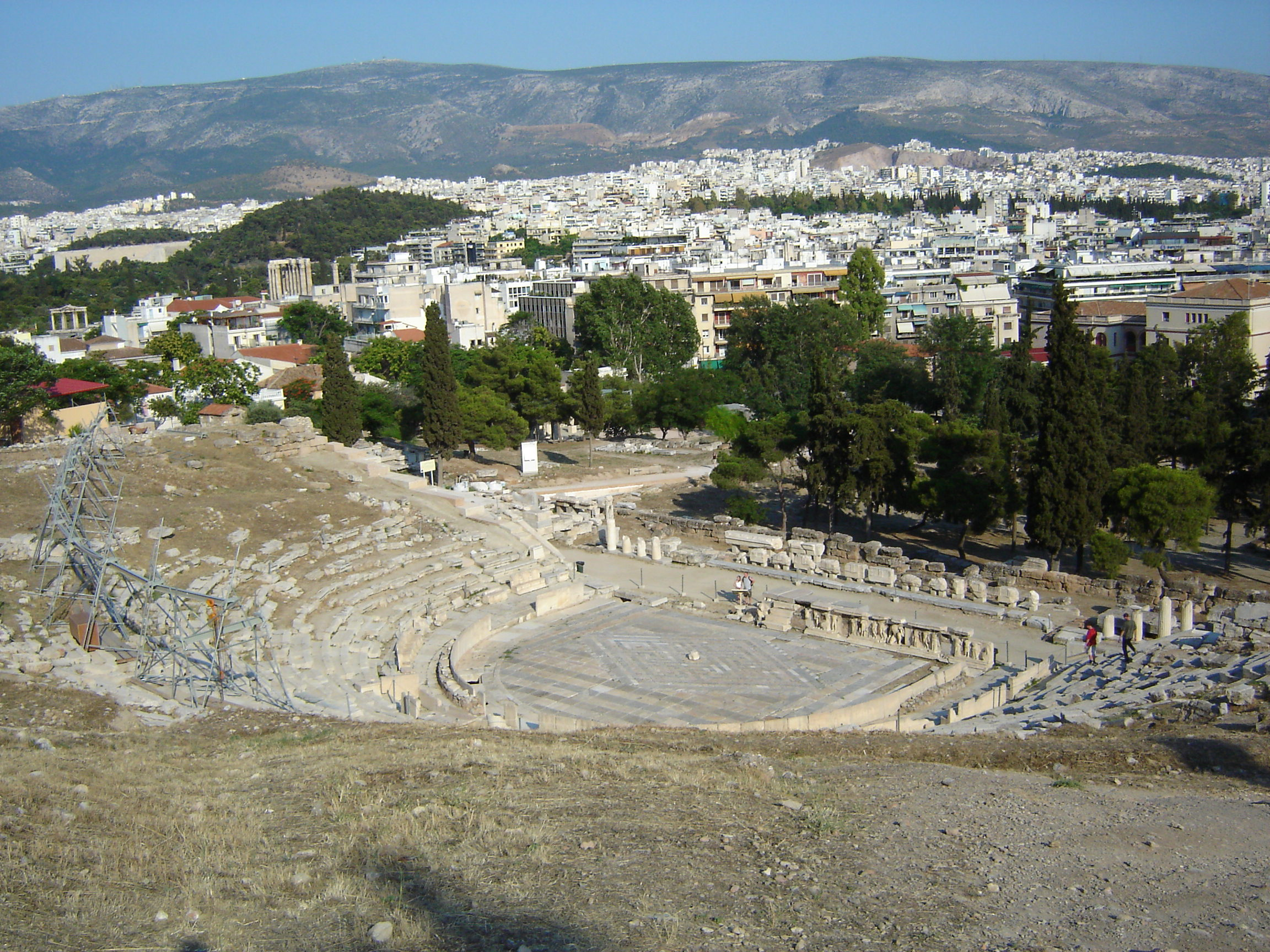
Das Dionysostheater

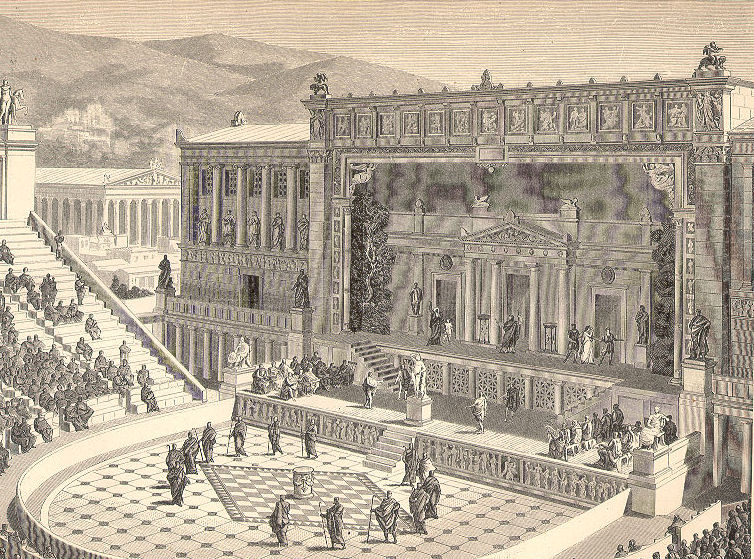
Historische Rekonstruktion des Dionysostheaters in römischer Zeit

Dionysostheater: „Thron“ des Dionysospriesters, Zeichnung von Ernst Ziller

Das Dionysostheater war Teil des südlich der Akropolis gelegenen Heiligtum des Dionysos, zu dem außerdem ein Tempel gehörte. Im 6. Jahrhundert v. Chr. bestand das Theater aus einer ebenerdigen Orchestra und einer schlichten hölzernen Skene. Die Zuschauer mussten in dieser Zeit an einem natürlichen Hang sitzen. 410 v. Chr. wurden hölzerne Sitzreihen erbaut. Der steinerne Bau, den man heute sehen kann, wurde in der Zeit um 330 v. Chr. unter dem Redner und Politiker Lykurg errichtet: Die hölzernen Sitze wurden durch steinerne ersetzt. Hinzu kam ein steinernes Bühnengebäude und die Orchestra wurde in Marmor gefasst.
Starke Beschädigungen erfuhr das Theater im Jahr 86 v. Chr. durch den römischen Feldherrn Sulla.
Seit 1838 wurde das Theater durch die Archäologische Gesellschaft Athen ausgegraben und von dem vor Ort wirkenden Architekten Ernst Ziller erstmals aufgenommen und dokumentiert. Weitere Ausgrabungen wurden 1974–79 unter der Leitung des Archäologen Wolfgang W. Wurster durchgeführt.
In den letzten Jahren hatten griechische Archäologen die Leitung „der langwierigen und noch keineswegs abgeschlossenen Erforschung“ des Theaters.

## Statuen des Aischylos, Sophokles und Euripides

Statue des Sophokles in den Vatikanischen Sammlungen

Um 330 v. Chr. wurden im Dionysostheater drei Bronzestatuen aufgestellt. Der athenische Redner und Politiker Lykurg hatte in der athenischen Volksversammlung die Aufstellung von Statuen der drei großen attischen Tragödiendichter Aischylos, Sophokles und Euripides durchgesetzt. Dort waren ihre Tragödien uraufgeführt worden. Zugleich wurden ihre Tragödien schriftlich und verbindlich fixiert.
Dichtern Statuen zu setzen, war ungewöhnlich, errichtete man bisher solche nur siegreichen Feldherren. Von den drei Bronzestatuen ist nur eine als römische Marmorkopie des Sophokles erhalten, die als Statue des Sophokles (Typus Lateran) bekannt ist.

## Architektur
Das Dionysostheater verfügte über 78 Sitzreihen und bot Platz für 17.000 Zuschauer. Die erste Sitzreihe bestand aus 67 Marmorsitzen, die besonderen Würdenträgern vorbehalten waren. Der Zuschauerraum legt sich halbkreisförmig um die Orchestra, auf welcher der Chor auftrat. In der Mitte der Orchestra stand ein Altar, auf dem Dionysos Opfer dargebracht wurden. Auf der Bühne, dem Proskenion, traten die Schauspieler auf. Dahinter befand sich das Bühnengebäude, die Skene. Die Paraskenien an den Seiten der Skene trugen an der Vorderseite je sechs dorische Säulen.
Die Gestaltung der Sitzreihen ist erstaunlich ausgeklügelt. So erweitert sich die Breite der ringförmigen Gänge nach außen allmählich, je mehr Zuschauer sie aus den radialen Gängen aufnehmen müssen.